# Hans-Christian Petzoldt
Hans-Christian Petzoldt (* ca. 1953) ist ein deutscher Heilpädagoge.

## Leben
Petzoldt wurde Heilpädagoge in der DDR und kam 1976 als Lehrer in das Spezialkinderheim in Bad Freienwalde (Oder) (Märkisch-Oderland), 1980 bis 1982 schloss er ein Studium der Rehabilitationswissenschaften an. 1989 promovierte Petzoldt an der Humboldt-Universität in Berlin zum doctor paedagogicae (Dr. paed.). Ab 1990 bis 2010 leitete er die Korczak-Schule, Evangelische Fachschule und Berufsfachschule für Sozialwesen in den Samariteranstalten Fürstenwalde. Petzoldt war langjährig  Mitglied des Vorstandes der Stiftung Samariteranstalten Fürstenwalde. Seit 2005 ist er Honorarprofessor der Hochschule Hannover. 2010 macht er einen Abschluss als „Akademischer Systemischer Pädagoge“ an der Alpen-Adria-Universität Klagenfurt/Österreich. Von 2010 bis 2012 war Petzoldt Gründungsrektor der DPFA Hochschule Sachsen in Zwickau, einer privaten Hochschule mit Studiengängen im Bereich der Sozial- und Gesundheitswissenschaften. Seit 2013 war er zunächst als Geschäftsbereichsleiter Bildung der Stephanus-Stiftung Berlin und Geschäftsführer der Stephanus Bildung gGmbH und ab 2016 als Leiter der Stephanus-Akademie tätig.

## Auszeichnungen
- 2011: Verdienstmedaille des Verdienstordens der Bundesrepublik Deutschland[5]

## Schriften
- Partnerschaftsbeziehungen bei Erwachsenen mit schwerer Intelligenzschädigung, Berlin 1989 (zugleich Dissertation Humboldt-Universität Berlin)